# Саньхэ-Хуэйская национальная волость
Саньхэ́-Хуэйская национальная волость (кит. упр. 三河回族乡) —  национальная волость в составе городского уезда Аргунь  городского округа Хулун-Буир  автономного района Внутренняя Монголия (КНР).

## История
Бывший русский посёлок Драгоценка.